# Chyliza compedita
Chyliza compedita är en tvåvingeart som beskrevs av Christian Rudolph Wilhelm Wiedemann 1830. Chyliza compedita ingår i släktet Chyliza och familjen rotflugor. Inga underarter finns listade i Catalogue of Life.